# Cnaeus Domitius Ahenobarbus (consul en 32)
Pour les articles homonymes, voir Domitius Ahenobarbus.
Cnaeus Domitius Ahenobarbus, né le 11 décembre vers l'an -17 ou -2, et mort en janvier 40 ap. J.-C., est un préteur et consul en 32 sous Tibère. Il est le père de l'empereur romain Néron.

## Famille
Cnaeus Domitius Ahenobarbus est le fils de Lucius Domitius Ahenobarbus et d'Antonia Major dite Antonia l'Aînée (fille de Marc Antoine et d'Octavie). Se prénommant Cnaeus, il a probablement un frère aîné, Lucius Domitius Aenobardus, celui-ci est peut être représenté sur l'Ara Pacis, il a deux sœurs aînées, Domitia Lepida Maior et Domitia Lepida Minor.
En 28, il épouse la fille de son cousin Germanicus, Agrippine la Jeune, dont on ne lui connaît qu'un fils, Lucius Domitius Aenobarbus, le futur Néron.

## Débat sur sa date de naissance
Les historiens connaissent le jour de sa naissance grâce à Tacite, qui nous donne le 11 Décembre. Son année de naissance est quant à elle inconnue, ce qui donne lieu à un débat historiographie entre des dates de naissance distante de 15 ans,.

### Hypothèse d'une naissance en -17
L'hypothèse d'une date de naissance dite "haute", en 17 av.J.-C., est souvent donnée avec comme arguments; la représentation hypothétique de Cnaeus sur l'Ara Pacis, l'identification à Caius Iulius César Vipsanianus du Caius César nommé par Suétone, ce qui date le meurtre de son affranchie à l'an 2, ainsi qu'une date de naissance plus proche du mariage de ses parents en -25. Cependant, elle offre des désavantages par rapport à son consulat en 32, les membres de la famille impériale bénéficiant souvent d'un avancement dans leurs cursus honorum.

### Hypothèse d'une naissance en -2
L'hypothèse d'une date de naissance dite basse, en 2 av.J.-C., est donnée avec comme arguments, le consulat de Cnaeus en 32 (les membres de l'aristocratie possédant un âge minimum de 33 ans pour l'accès au consulat), l'identification à Germanicus du Caius César nommé par Suétone, ce qui date le meurtre de son affranchie entre l'an 17 et 19 et l'identification du grand frère de Cnaeus, Lucius, sur l'Ara Pacis.

## Biographie
Décrit par Suétone comme détestable et malhonnête, il accompagne en orient son cousin Caius César, on ne sait s'il s'agit des campagnes militaires de Caius César en l'an 2 ou de Germanicus entre 17 et 19, il y tue l'un de ses affranchis qui s'était refusé de boire autant qu'il le lui ordonnait. Peu de temps après ce meurtre, il écrasa exprès un enfant dans un bourg de la Via Appia. De plus, toujours selon Suétone, à Rome, sur le forum, il arracha un œil à un chevalier qui lui adressait des reproches.
En 28, lors de sa préture, il refusa de donner les récompenses aux victoires des conducteurs de chars, et devant les plaintes des chefs des factions, il édicta qu'à l'avenir les prix seraient payés en une seule fois.
Il est consul ordinaire en 32 avec pour collègues Lucius Arruntius Camillus Scribonianus,.
Peu de temps avant la mort de Tibère, il fut accusé de lèse-majesté, d'adultères et de relation incestueuse avec sa sœur Lepida, mais fut sauvé par le changement d'empereur.
Il mourut en janvier de l'an 40 d'hydropisie à Pyrgi, aujourd'hui le village de Sainta-Severa.
En décembre 55, son fils Néron demande au sénat l'érection d'une statue à la mémoire de son père Cnaeus.

## Sources
- Marie-Nicolas Bouillet  et Alexis Chassang (dir.), « Cnaeus Domitius Ahenobarbus (consul en 32) » dans Dictionnaire universel d’histoire et de géographie, 1878 (lire sur Wikisource).